# 259 av. J.-C.
Cette page concerne l'année 259 av. J.-C. du calendrier julien proleptique.

## Événements
- 5 avril (21 avril du calendrier romain) : début à Rome du consulat de Lucius Cornelius Scipio et Caius Aquillius Florus[1].
  - Début de la conquête de la Corse et de la Sardaigne par Rome. Lucius Cornelius Scipio est envoyé par le Sénat romain à la tête d'une importante flotte. Il prend Alalia qu'il rebaptise Aleria, mais échoue en Sardaigne[1].
- Printemps (?) : victoire du général Hamilcar à Thermae. Les Carthaginois reprennent l'avantage en Sicile en infligeant aux armées romaines et leurs alliés plusieurs défaites. Hamilcar avance jusqu’à Enna et Camarina et fortifie Drepana sur ses arrières[2].

- Papyrus Revenue Laws (259/258 av. J.-C.), ensemble de règlements concernant la ferme des impôts en Égypte[3].

## Naissances en 259 av. J.-C.
- Qin Shi Huangdi, roi de Qin, puis Premier Empereur de Chine